# Joaquín Fernández de Córdoba
Joaquín Fernández de Córdoba y Pacheco (Madrid, 22 de abril de 1787 - Madrid, 1 de octubre de 1871), X marqués de Malpica, IX conde de Gondomar, XIX señor de Parla, XX señor de Valdepusa, VI duque de Arión y grande de España, fue un militar y aristócrata español que ostentó los cargos de caballerizo mayor y sumiller de corps de la reina Isabel II.

## Familia
Era hijo de Manuel Antonio Fernández de Córdova y Pimentel, IX marqués de Malpica y de Teresa del Carmen Pacheco Tellez-Girón, que en 1775 se había convertido en V duquesa de Arión.
Tenía múltiples contactos familiares con la Corte. Sin ir más lejos, su abuelo paterno, el XII  duque de Medinaceli, fallecido en 1789, había sido mayordomo mayor de Carlos III, jefe de su Real Casa y, antes, caballerizo mayor de la reina viuda Isabel de Farnesio y, del príncipe de Asturias Carlos.

## Biografía
En 1793 fue nombrado capitán del Regimiento de infantería de las Órdenes militares, que mandaba su padre, y, en 1799, fue trasladado al Regimiento de infantería de Málaga. Fallece el marqués de Malpica en 1805, heredando el título Joaquín. En la jornada de levantamiento del 2 de mayo combatió al frente de un puñado de paisanos en el puente de Toledo para marchar después al ejército de Extremadura, siendo ascendido a coronel de caballería.
Participó en varias acciones contra las tropas francesas en marzo de 1809 y fue ascendido a brigadier el 8 de abril de 1810. Participó en la batalla de Talavera y en la batalla de Ocaña. En agosto de 1811 fue nombrado ayudante de campo del general Castaños y siguió los movimientos del ejército en Extremadura, Galicia y Castilla. 
Terminada la guerra, se casó el 16 de junio de 1814 con María de la Encarnación Álvarez de las Asturias-Bohorques, hija del duque de Gor, y el rey Fernando VII le nombró brigadier efectivo. Sucedió a su madre en el título ducal al fallecer ésta en 1828. Con tal importante posición, fue nombrado poco después gentilhombre grande de España con ejercicio y servidumbre de rey.
Por sus simpatías con el movimiento del Trienio Liberal fue, tras su fracaso, despojado de sus honores palatinos por el llamado Decreto de Andújar y, sólo restaurado en ellos, en 1829 a raíz del matrimonio del monarca con María Cristina de Borbón-Dos Sicilias. 
Con el acceso al trono de la nueva reina Isabel II en 1833 su suerte cambió drásticamente ya que gozaba de la entera confianza de la reina gobernadora. Senador por la provincia de Toledo en 1834, en 1839 se le concedió la Gran Cruz de la Orden de Carlos III y fue nombrado para su primer puesto palatino, el de caballerizo mayor de la reina. 

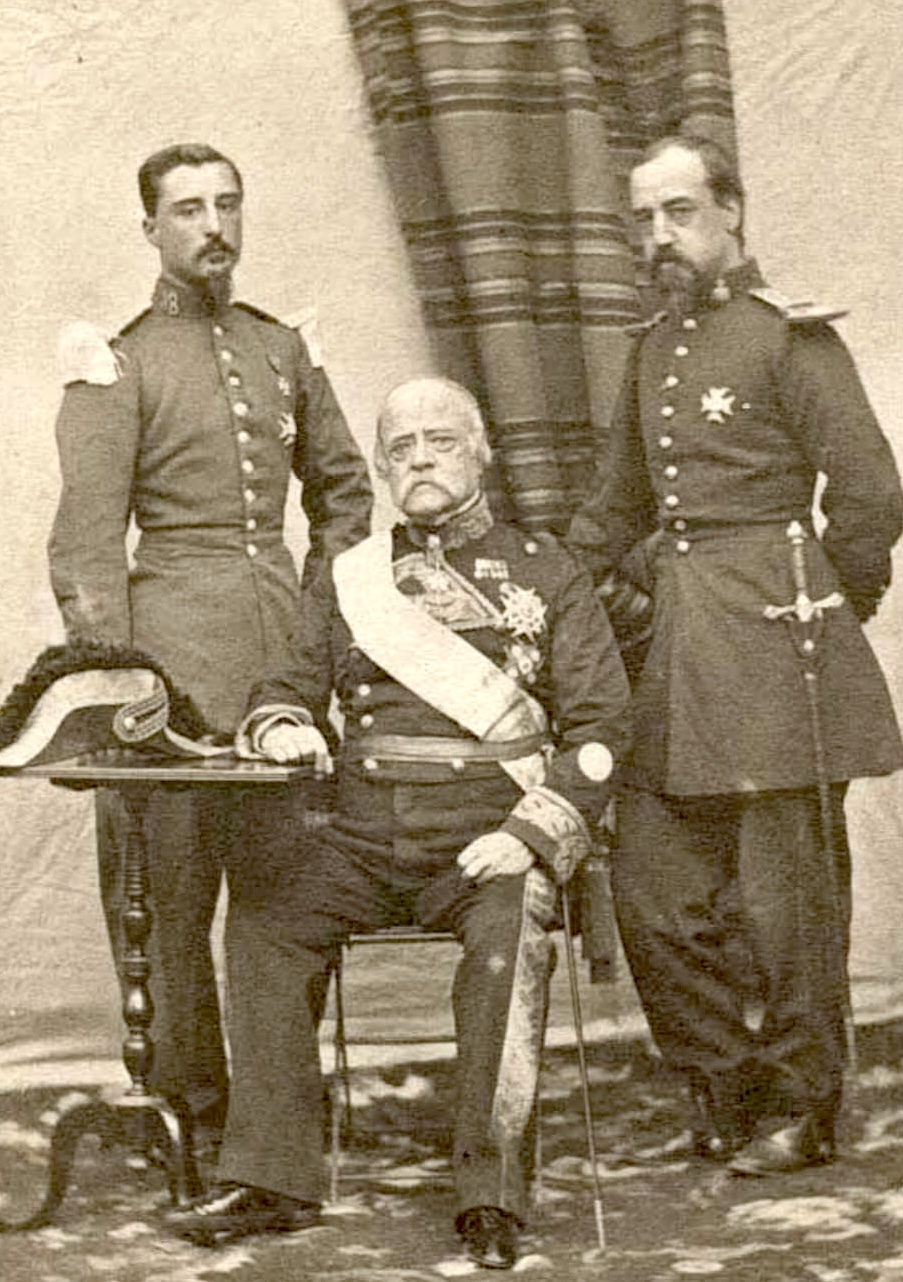
Fotografía de Joaquín Fernández de Córdoba, Marqués de Malpica, con dos de sus hijos

En 1845 fue nombrado senador vitalicio y, dos años, más tarde alcanzó el grado de mariscal de campo, con el que sirvió desde el 13 de junio de 1847 en el puesto de primer jefe comandante general de Reales Guardias Alabarderos.
En 1854 cesó como caballerizo y ocupó unos meses la Sumillería de Corps de la reina. Ésta le concedió, por sus reiterados servicios a la Corona, el Collar de la Orden del Toisón de Oro el 3 de junio de 1851.
En 1865 la reina volvió a nombrarle sumiller de corps encargado de su Real Cámara, cargo que ocupó hasta el derrocamiento de la monarca tres años después. 
Su actitud tras la revolución, en el que se mantuvo fiel a la reina, negándose a prestar juramento al Rey Amadeo I hizo que perdiese todos sus grados y honores militares.

## Cargos, oficios civiles y militares
- Senador vitalicio por Toledo.
- Escribano Mayor de las Rentas del Reino de Galicia y del Principado de Asturias.
- Mariscal de Campo Caballerizo Mayor, Montero Mayor y Ballestero Mayor de Isabel II.
- Sumiller de Corps.
- Jefe Superior Honorario de Palacio.
- Primer Comandante de Alabarderos.

## Condecoraciones
- Caballero del Toisón de Oro.[3]
- Gran Cruz de Carlos III.
- Gran Cruz de San Hermenegildo.
- Cruz por la batalla de Talavera la Reina.
- Cruz del Tercer Ejército.
- Cruz de la Fuga de Madrid.
- Caballero de San Jenaro de Nápoles.
- Gran Cruz de la Orden Imperial de la Rosa del Brasil.